# Status Update
Status Update é um filme de gênero comédia romântica adolescente estrelado por Ross Lynch e Olivia Holt.

## Premissa
Um adolescente americano descobre um aplicativo que realiza suas fantasias em realidade.

## Elenco
- Ross Lynch[1] como Kyle[2]
- Olivia Holt[1][3] como Dani[4]
- Courtney Eaton[1][3] como Charlotte[4]
- Diana Bang[2]
- Martin Donovan[2]
- Harvey Guillen[2]
- Gregg Sulkin como Derek[2][3]
- Brec Bassinger como Maxie[2]
- Alexandra Siegel[3]
- Rob Riggle[2]
- Famke Janssen[2]
- John Michael Higgins[2]
- Wendi McLendon-Covey[2]
- Josh Ostrovsky